# Guillaume Désanges
Pour les articles homonymes, voir Desanges.
Guillaume Désanges, né en 1971, est commissaire d’exposition et critique d’art et devient président du Palais de Tokyo en février 2022.

## Biographie

### Formation
Il grandit dans la banlieue du Havre. Il fait des études de commerce à l'ESC Toulouse avant de s’orienter vers un master « Arts visuels et multimédia ». Il reprend des études de philosophie par correspondance à l'université de Nanterre au début des années 2000. Il se présente comme un autodidacte. Il a forgé sa sensibilité en fréquentant des expositions.

### Carrière professionnelle
Il travaille au début de sa carrière en tant que secrétaire général au sein des Laboratoires d’Aubervilliers de 2001 à 2007 et organise plusieurs expositions au Centre d’art La Tôlerie à Clermont-Ferrand. En 2006, il fonde sa propre structure de production Work Method à Paris. Il est commissaire invité au Plateau FRAC Ile-de-France οù il a curaté la série Érudition concrète (2009-2011). Durant environ dix ans (2013-2022), il est le curateur de la Verrière, Fondation d’entreprise Hermès à Bruxellesoù il développe des cycles d'expositions intitulés "Des gestes de la pensée", "Poésie balistique" et "Matters of concern/matières à panser" à l'occasion desquels il programme notamment Minia Biabiany et Barbara Chase-Ribout et Myriam Mihindou,. Il écrit également pour la revue Trouble ayant une ligne éditoriale toutes disciplines confondues dont il rejoint le comité de rédaction. Il fonde et dirige le projet de résidence la "Methode Room" à Chicago entre 2014 et 2019.
Il organise de multiples expositions au sein de grandes institutions telles que la Generali Foundation à Vienne, le Pérez Art Museum à Miami, le SMAK à Gand, le Centre Pompidou-Metz, le Palais de Tokyo, Performa à New York, le CAPC à Bordeaux, le Centre d’Art Santa Monica à Barcelone, l'Ecole nationale supérieure des Beaux-Arts de Paris.
Début janvier 2022, il est nommé par le président de la République Emmanuel Macron à la tête Palais de Tokyo, succédant à Emma Lavigne.
Son projet pour le Palais de Tokyo propose notamment de mettre en œuvre ce qu'il nomme la "permaculture institutionnelle" qui "s’inspire du fonctionnement résilient de la nature pour penser des modes de programmation et de production vertueux, durables, respectueux de la biodiversité et de l’humain" et "croit en la possibilité d’un changement par l’institution et dans l’institution". Il estime que les institutions culturelles participent activement à une culture de masse énergivore, hyper productive et idéologiquement fondée sur un seul paradigme dominant. D’où la nécessité de repenser ses modalités de fonctionnement,. Qualifié d'« électron libre » dans le secteur culturel, il souhaite instaurer des formats inédits en considérant que « L'institution est un corps vivant. ». 
En mai 2023, lors du vandalisme du tableau de Miriam Cahn lors de l'exposition Fuck Abstraction !, considéré par son auteur comme un tableau pédopornographique, il déclare que ce risque était prévu et qu'un accord commun avec l'artiste avait été conclu pour ne pas protéger l'œuvre par une vitre. Il souligne qu'il ne compare pas cette action à celles des militants écologistes qui s'en prennent à des œuvres protégées pour passer un message sur le climat mais que cet acte vise à « Faire disparaître, détruire, censurer ».  

## Commissariat d'expositions
- Danse et rituel, une exposition, Centre National de la Danse, Pantin, 2021
- ABSALON, ABSALON, Capc Bordeaux, Institut Valencia d’Art Modern (IVAM), 2021
- Chroniques de l’invisible, Le Grand Café Saint-Nazaire, 2020-2021
- Gianni Pettena, Forgiven By Nature, La Verrière - Fondation Hermès, Bruxelles, 2021
- Barbara Chase-Riboud, Avatars, La Verrière - Fondation Hermès, Bruxelles, 2020
- Invisible Concern, Ismaïl Bahri, Le Forum, Tokyo, Japon 2019-2020
- Minia Biabiany, Musa Nuit, La Verrière - Fondation Hermès, Bruxelles, 2020
- Babi Badalov, Soul Mobilisation, La Verrière - Fondation Hermès, Bruxelles, 2019-2020
- Contre-vents, Solidarités ouvrières, éudiantes et paysannes dans l’Ouest de la France : une généalogie. Le Grand Café- centre d’art contemporain, Saint-Nazaire, 2019, avec François Piron
- Camille Blatrix, Les Barrières De L’Antique, La Verrière - Fondation Hermès, Bruxelles, Bruxelles, 2019
- Matters Of Concern / Matières à Panser, La Verrière - Fondation Hermès, Bruxelles, 2019
- SPOLIA, Grand Café, Saint-Nazaire, 2018
- Ismaïl Bahri, des gestes à peine déposés dans un paysage agité, La Verrière - Fondation Hermès, Bruxelles, 2018
- L’Ennemi de mon ennemi / Neil Beloufa, Palais de Tokyo, Paris, 2018
- L’Esprit français (Contrecultures en France, 1969_1989), La Maison Rouge, Paris, 2017 en collaboration avec François Piron
- Isabelle Cornaro Paysage IX, La Verrière Hermès, Bruxelles, 2016
- The Méthode Room, a residency program in the Southside of Chicago, 2015-2018
- Nil Yalter, 1973-2015, La Verrière Hermès, Bruxelles, 2015
- Laura Lamiel, Chambres de capture, La Verrière Hermès, Bruxelles, 2015
- Michel François et Ann Veronica Janssens, Philaetchouri, La Verrière Hermès, Bruxelles, 2015
- Ma’aminim, the believers, Tranzitdipslay, Prague, 2014 & Musée d’Art et d’Histoire de Saint Denis, 2013
- Or il fut un temps passé où le futur était présent, Musée d’Art et d’Histoire de Saint Denis, 2014
- Agence (Kobe Matthys), Agency (Gestures of the Mind), La Verrière Hermès, Bruxelles, 2014
- Benoit Maire, Letre, La Verrière Hermès, Bruxelles, 2014
- Hubert Duprat, La Verrière Hermès, Bruxelles, 2014
- Curated Session #1 : The Dora Garcia files, Perez Art Museum, Miami, 2014
- Irene Kopelman. Chiral Garden / Jardin Chiral, La Verrière Hermès, Bruxelles, 2013
- A Universal Exhibition (documentary section) 8th Biennale of Contemporary Art, Louvain-la-Neuve, Belgique, 2013
- Francisco Tropa TSAE - Trésors Submergés de l’Ancienne Egypte , La Verrière Hermès, Bruxelles, 2013
- Gestures of the mind / Des Gestes de la Pensée, La Verrière Hermès, Bruxelles, 2013-2016
- Amazing ! Clever ! Linguistic !, An Adventure in Conceptual Art, Generali Foundation, Vienna, Austria, 2013
- 2001-2011, Soudain, déjà, Ecole Nationale Supérieure des Beaux-Arts de Paris, October 2011.
- Erre, Variations labyrinthiques, Centre Pompidou Metz, September 2011, avec Hélène Guenin
- Nul si découvert (Void if removed), Le Plateau – FRAC Ile-de-France, Paris, 2011
- Les Vigiles, les menteurs, les rêveurs (Watchmen, liars, dreamers), Le Plateau – FRAC Ile-de-France, Paris, 2010
- PARADE : la collection du FRAC Ile-de-France sur les routes de la région, Ile-de-France, juin 2010 & 2011.
- Prisonniers du soleil (Prisoners of the Sun), Le Plateau – FRAC Ile-de-France, Paris, 2010
- Plans d’évasion (Escape Plans), Michel François (retrospective), SMAK, Gand, 2009-2010
- La Planète des signes (Planet of Signs), Le Plateau – FRAC Ile-de-France, Paris, 2009
- Unsustainable Art (A History of plastic bags in the nineties), SMAK, Gand, 2009
- Sécurité Qualité Précision Innovation Modernité, Abbaye du Ronceray, Angers, 2008
- Les Enfants du Sabbat 9, Le Creux de l'Enfer (Thiers), 2008
- Foule (0-infini) chapitre 1 et chapitre 2, Centre d'art La Tôlerie (Clermont-Ferrand), 2008
- Eric Baudelaire, Site Displacement / Déplacement de site & Travaux Récents, Centre d'art La Tôlerie, 2007
- Jiri Kovanda vs Reste du monde (tentatives de rapprochement), galerie gb agency, 2006 / De Appel (Amsterdam), 2007 / Centre d’art La Passerelle (Brest), 2007 / ERBA Valence/ Centro de Arte Santa Monica (Barcelone), 2007
- Intouchable (L’idéal Transparence), avec François Piron, Villa Arson, (Nice) 2006 et Museo Patio Herreriano (Valladolid) 2007
- Pick-Up, Public, Paris, 2004 / Stuk, Leuven (Belgique), 2008